# Tupaia
Tupaia is een geslacht van zoogdieren uit de familie van de echte toepaja's (Tupaiidae). De wetenschappelijke naam van het geslacht werd in 1821 gepubliceerd door Thomas Raffles.

## Soorten
Er worden 19 soorten in dit geslacht geplaatst:
- Tupaia belangeri (Wagner, 1841) – Belangers toepaja
- Tupaia chrysogaster Miller, 1903
- Tupaia discolor Lyon, 1906
- Tupaia dorsalis Schlegel, 1857 – Gestreepte toepaja
- Tupaia everetti Thomas, 1892 – Filipijnse toepaja
- Tupaia ferruginea Raffles, 1821
- Tupaia glis (Diard, 1820) – Gewone toepaja
- Tupaia gracilis Thomas, 1893 – Slanke toepaja
- Tupaia hypochrysa Thomas, 1895
- Tupaia javanica Horsfield, 1822 – Javaanse toepaja
- Tupaia longipes (Thomas, 1893) – Langvoettoepaja
- Tupaia minor Günther, 1876 – Kleine toepaja
- Tupaia montana Thomas, 1892 – Bergtoepaja
- Tupaia nicobarica (Zelebor, 1869) – Nicobarentoepaja
- Tupaia palawanensis Matschie, 1898 – Palawantoepaja
- Tupaia picta Thomas, 1892 – Getekende toepaja
- Tupaia salatana Lyon, 1913
- Tupaia splendidula Gray, 1865 – Roodstaarttoepaja
- Tupaia tana Raffles, 1821 – Tana